# Mike Zubi
Mike Zubi (Buenos Aires, Argentina, 19 de març de 1990) és un cantant i actor argentí. Va créixer a Buenos Aires envoltat de música i art, Mike Zubi és cantant, autor de cançons i actor. Propulsat per les xarxes socials, als 6 anys va començar a tocar la guitarra i a compondre les seves pròpies cançons.

## Treballs
L'any 2008 va viure a Mèxic on va produir les gires i altres projectes de l'actor Odin Dupeyron. Durant 2010, Mike es va destacar pel seu treball al musical Cleopatra, amb el qual va fer gira per Amèrica Llatina, i per les seves presentacions de la Varieté Brutal el 2009 i 2010.
El 24 setembre 2010 va realitzar un recital a la Ciutat de Trelew per més de 3000 persones, on va compartir escenari amb Mancha de Rolando. Després de presentar els seus senzills promocionals «10 y 10» y «Ya No Queda Nada», el 2011 va estar gravant nou material a Espanya.
A més, va participar en el projecte Morenosity, al costat d'artistes espanyols, amb el qual va ser part del vídeo "Fake Justin Bieber Busted in Spain" (juntament amb David Moreno i Pablo Gallo, companys de Morenosity), vídeo que fins al dia d'avui compta amb gairebé mig milió de reproduccions, ja que va ser publicat pel famós blogger nord-americà Perez Hilton. Aquest famós vídeo els va portar als 3 joves al famós programa espanyol "El Hormiguero 2.0", convidats pel reconegut conductor Pablo Motos on han concorregut estrelles internacionals com Will Smith, Miley Cyrus, el grup McFly, Ricardo Darín, i el mateix Justin Bieber.
També va treballar en la Sitcom de Disney i Telefe "Súper Maldestre" on va enamorar a la protagonista: Candela Vetrano, i va cantar la seva pròpia cançó "Desperta" traduïda al francès.
Entre altres treballs en teatre, inluyendo un homenatge a Tennessee Williams al Teatre Nacional Cervantes, durant el 2011 va realitzar una temporada de "Nit De Reis" de William Shakespeare en format musical, al costat de Felipe Colombo, Laura Azcurra, Rita Terranova i un gran elenc. Aquest treball li va valer positives crítiques per part dels mitjans més importants del país.
Es va fer popular per les seves vídeos a YouTube, entre els quals es pot trobar un duo que va realitzar amb Roger Gonzalez, conductor del Zapping Zone de Disney Channel.
Durant març de 2012 va iniciar un cicle de presentacions al saló de la biblioteca del Faena Hotel + Universe costat de la guanyadora del ACE Betlem Pasqualini i la seva formació "Mike Zubi & The Oteros".
Així mateix, el 27 març 2012 va llançar el seu primer EP de curta durada, titulat "Más Que Nada En Ti". El mateix va ser gravat a Barcelona i produït per petit Elefant Records, amb el lideratge de Lucas Masciano. El disc inclou "Dónde Estás" com a primer senzill, amb un videoclip gravat a la Patagònia Argentina. El juny de 2012 va treure un segon vídeo per "Más Que Nada En Ti", gravat a Miami.
El 2012 tindrà el personatge de "Dionís" a la Sèrie "Yo Soy Virgen 2" protagonitzada per Nicolas Maiques, amb qui també van gravar un videoclip nadalenc a finals de 2011.
Al juliol de 2012 va fer una col·laboració en el llibre de Juan Paya "No sóc Un Sant" gravant la cançó "On ets", com a part del CD que acompanya el llibre, on també participen Emanuel Arias, Nicolás Maiques, Hernán Enciam i Sabrina Carballo.
| Obra                                                                           | Format    | Canal                   | Data      |           |
| ------------------------------------------------------------------------------ | --------- | ----------------------- | --------- | --------- |
| "Varieté Brutal"                                                               |           |                         | 2009-2010 |           |
| "Cleopatra" Gira Argentina, Mèxic, Colombia i Costa Rica                       |           |                         | 2010      |           |
| "Judy: Un homenatge a Judy Garland" (coach idiomátic) (Teatre Moliere)         |           |                         | 2010      |           |
| "Nit de reis" Shakespeare in Technicolor (Teatre La Capsa)                     |           |                         | 2011      |           |
| "El Gos a la Lluna" Homenatge a Tennessee Williams (Teatre Nacional Cervantes) |           |                         | 2011      |           |
| "Judy: Un homenatge a Judy Garland" (Teatre Maipo Kabaret)                     |           |                         | 2012      |           |
| Crims                                                                          | Televisió | Discovery Channel       |           | 2010      |
| Yo Soy Virgen 2                                                                | Televisió | Internet-Novebox        |           | 2011/2012 |
| Súper Torpe                                                                    | Televisió | Disney Channel - Telefe |           | 2011      |
| Alegra: La Serie                                                               | Internet  |                         |           | 2012      |

## Discografia
- 2012, Más Que Nada En Ti